# Gli Impossibili (gruppo musicale)
Gli Impossibili sono una punk rock band di Milano attiva dal 1994.

## Storia
Gli Impossibili nascono a Milano nel 1994 fondati da Efrem Mezzanini "Araya" (chitarra/voce), maggiore compositore del gruppo al quale si uniscono Alessio Riccardi (basso) e in seguito Davide (batteria). Stabilizzati con questa formazione i tre registrano il primo demo su cassetta intitolato Punk rock con 16 pezzi, un punk rock semplice e veloce cantato in italiano prendendo come modelli Ramones e Queers principalmente.  Il demo farà da trampolino per la loro partecipazione alla compilation Flower punk rock, a cui partecipano con 2 brani già presenti nel demo ma riregistrati in qualità migliore. Dopo qualche periodo altalenante tra live e pause nel 1997 esce Impossimania che riscuoterà un buon successo e buone recensioni su tutte la rivista statunitense Maximun R'n'R che li paragona ai grandi nomi del punk internazionale. Dopo un periodo di tour la band si mette al lavoro per una nuova uscita e nel 1999 registrano uno split con i Derozer intitolato Gli Impossibili - punk rock e che li vede compagni di tanti concerti in giro per la penisola. Un anno dopo esce Contro tutti a cui segue il periodo più intenso di live per la band che partecipa frequentemente a molte compilation punk.
Nel 2003 esce Ribelli e Impossibili che mostra più maturità e con il brano La notte sua amica sarà girano il loro primo videoclip. Due anni più tardi pubblicano con Derotten records Ve le suoniamo ancora con un sound più grezzo e duro rispetto ai precedenti; questo disco vede la partecipazione di guest star come "Cippa", "Paletta" e Mastino dei Punkreas.
Segue un periodo di transizione e nel 2006 un radicale cambio di formazione: della formazione originale rimane solo Efrem Mezzanini, al quale si uniscono Claudio "Klaus" (basso) e Daniele Sarti "Danu" (batteria). Con questa formazione la band si autoproduce il disco Alcool e furore che esce nel 2008 e viene anticipato dal singolo Angelo dal pelo nero con relativo videoclip. Nel 2009 alla band si unisce Matteo (chitarra), stabilizzando così la nuova formazione a quattro, provata in precedenza per alcuni mesi con Mattia. Nel 2011 esce Senza ritorno nuovamente autoprodotto, primo disco registrato con la formazione a quattro. Dopo l'uscita del disco nuovo Daniele lascia la band e la formazione quindi subisce un cambio: entra Enrico e Daniele esce per poi ritornare a occupare la posizione di batterista nel 2015.
Nel 2021, a circa dieci anni dall'ultimo album, esce "Tra sogno e realtà".

## Formazione

### Formazione attuale
- "Araya" Efrem Mezzanini (voce/chitarra)
- Claudio (basso/cori)
- Matteo (chitarra/cori)
- Daniele "danu" (batteria)

### Ex componenti
- Alessio Riccardi (basso/cori) (1994-2005)
- Davide (batteria/cori) (1994-2005)
- Daniele Sarti "Danu" (batteria) (2006-2011)
- Mattia (chitarra) (2009)
- Enrico (Batteria) (2011-2018)

## Discografia

### Album in studio
- 1997 - Impossimania
- 2000 - Contro tutti
- 2003 - Ribelli e Impossibili
- 2005 - Ve le suoniamo ancora
- 2008 - Alcool e furore
- 2011 - Senza ritorno
- 2021 - Tra sogno e realtà

### Demo
- 1994 - Punk Rock

### Split
- 1999 - Gli Impossibili (con i Derozer)